# Ite et docete
 Ite et docete лат. (изговор: ите ет доцете). Идите и поучавајте. (Исус)

## Поријекло израза
Према Јеванђељу по Матеју, рекао Исус Христ, по хришћанима месија и Син Божји, својим ученицима. (смјена старе и нове ере)

## Порука
Порука ученицима да наставе са проповједањем његовог учења.